# 수원향교
수원향교(水原鄕校)는 대한민국 경기도 수원시 팔달구 매교동에 있는, 조선시대의 향교이다. 1983년 9월 19일 경기도의 문화재자료 제1호로 지정되었다.
고려 원종 22년에 화성군 봉담면 와우리에 세워졌던 것을 화성 축성과 더불어 현위치로 옮겨 건립하였고 공자, 맹자 등 선인들의 위패를 봉안하고 있다. 향교 앞에 하마비가 있고 나무로 건립된 홍살문이 있으며 외삼문은 소슬삼문 형태이며 명륜당, 내삼문, 동무, 서무, 대성전의 건물이 있다.

## 개요
향교는 지방에 설립한 국립교육기관으로 공자와 여러 성현께 제사를 지내고 지방민의 교육과 교화를 동시에 담당하였다.
원래 화성군 봉담면 와우리에 있던 수원향교는 조선 정조 19년(1795)경 현 위치로 옮겨 세우고 여러 차례 수리를 거쳐 오늘에 이르고 있다.
이 향교는 앞에 교육 공간인 명륜당을 두고 뒤에 제사 공간인 대성전을 둔 전학후묘(前學後廟)의 배치를 하였다.
명륜당은 앞면 5칸·옆면 2칸 규모이며，지붕은 옆에서 볼 때 여덟 팔(八)자 모양인 팔작지붕이다. 앞면 가운데 3칸에 문을 달았고 양쪽 2칸은 막혀 있다. 대성전은 앞면 5칸·옆면 3칸 규모이고 동무와 서무는 앞면 3칸·옆면 2칸 규모로, 공자와 그의 제자 등 중국과 우리나라 성현의 위패를 모신 곳이다. 제사 의례에 적합하도록 앞면에 개방된 마루를 두었다.
조선시대에는 나라에서 토지와 노비·책 등을 지원받아 학생을 가르쳤으나, 지금은 교육 기능은 없어지고 제사 기능만 남아 있다.

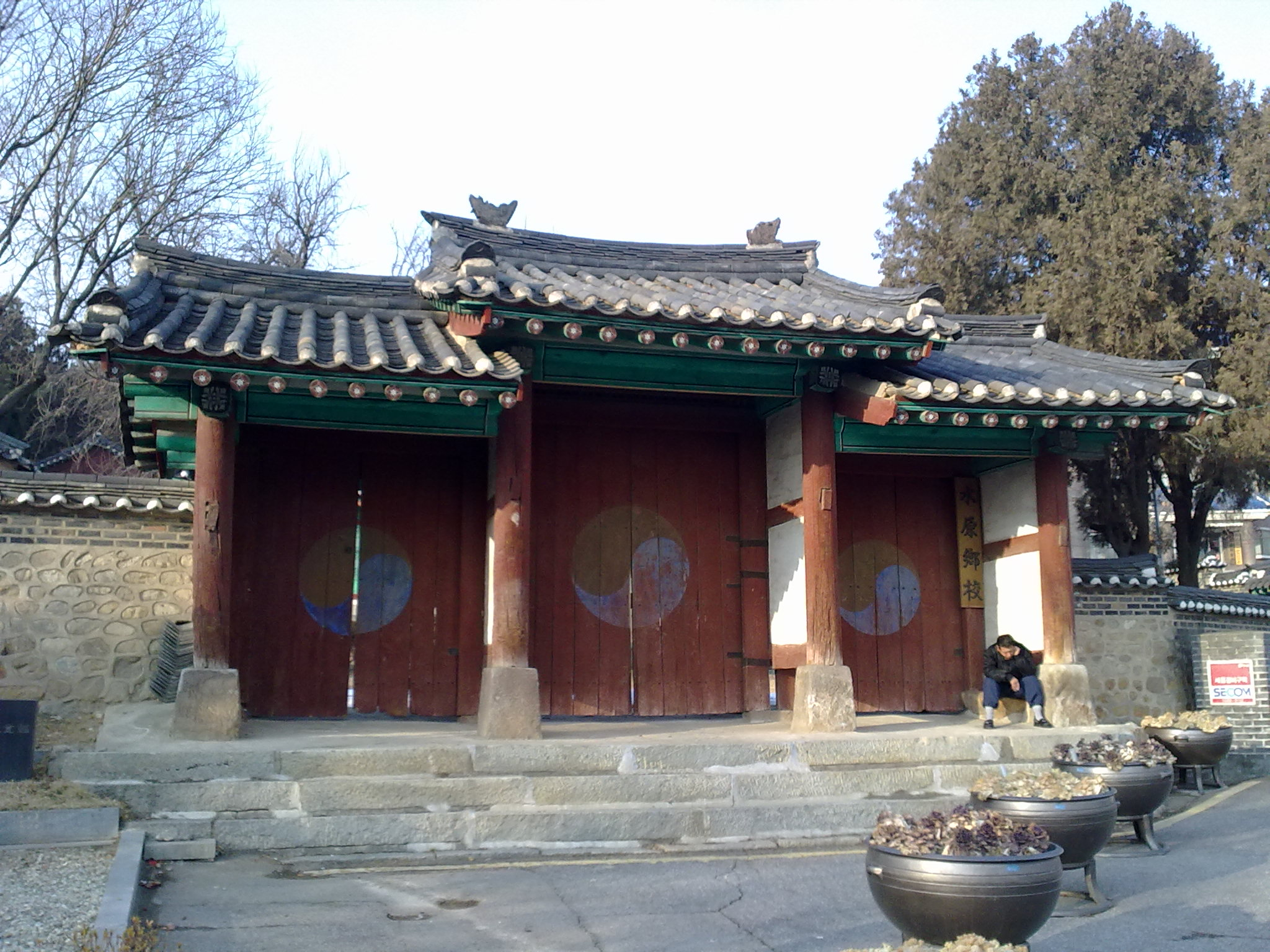
외삼문
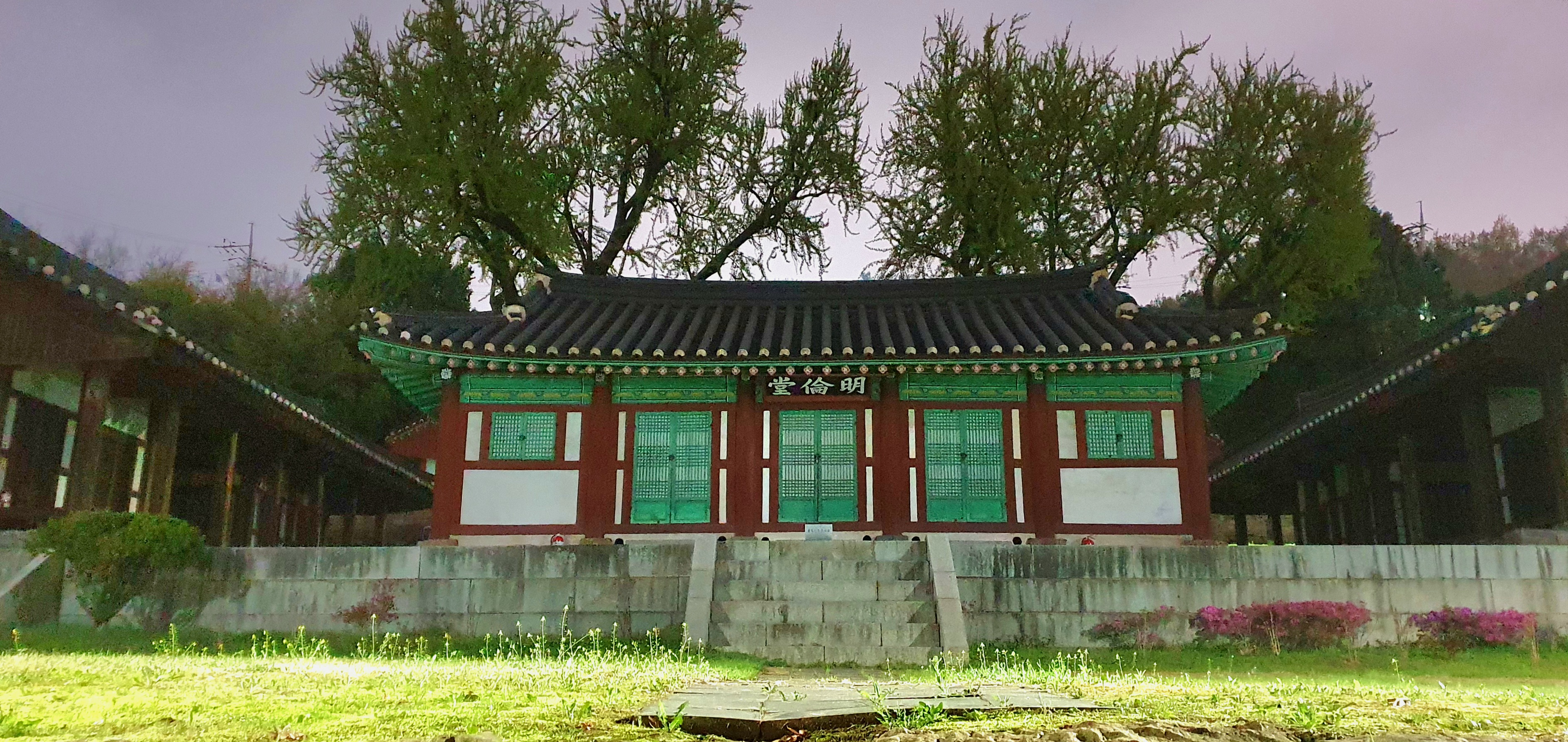
명륜당(앞)
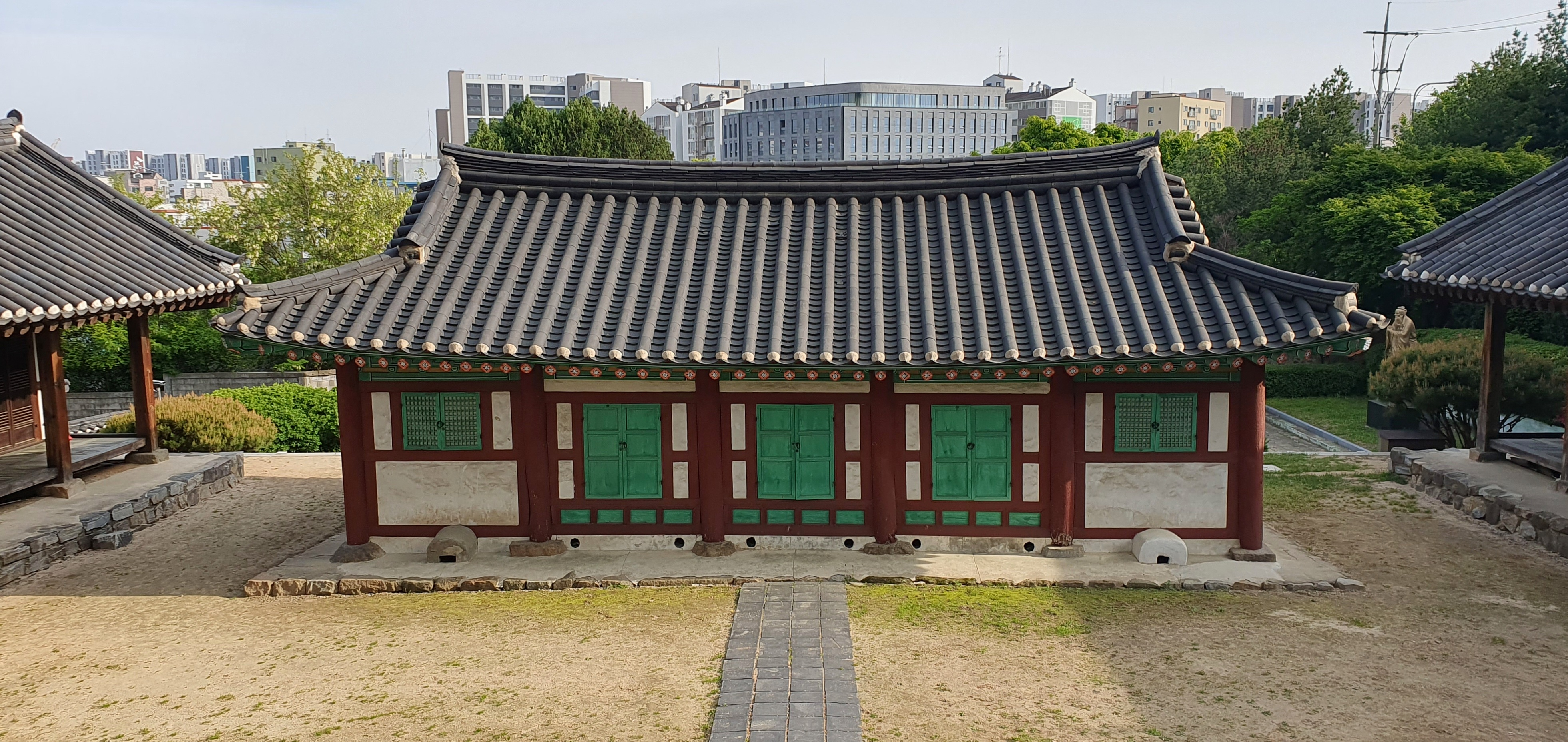
명륜당(뒤)
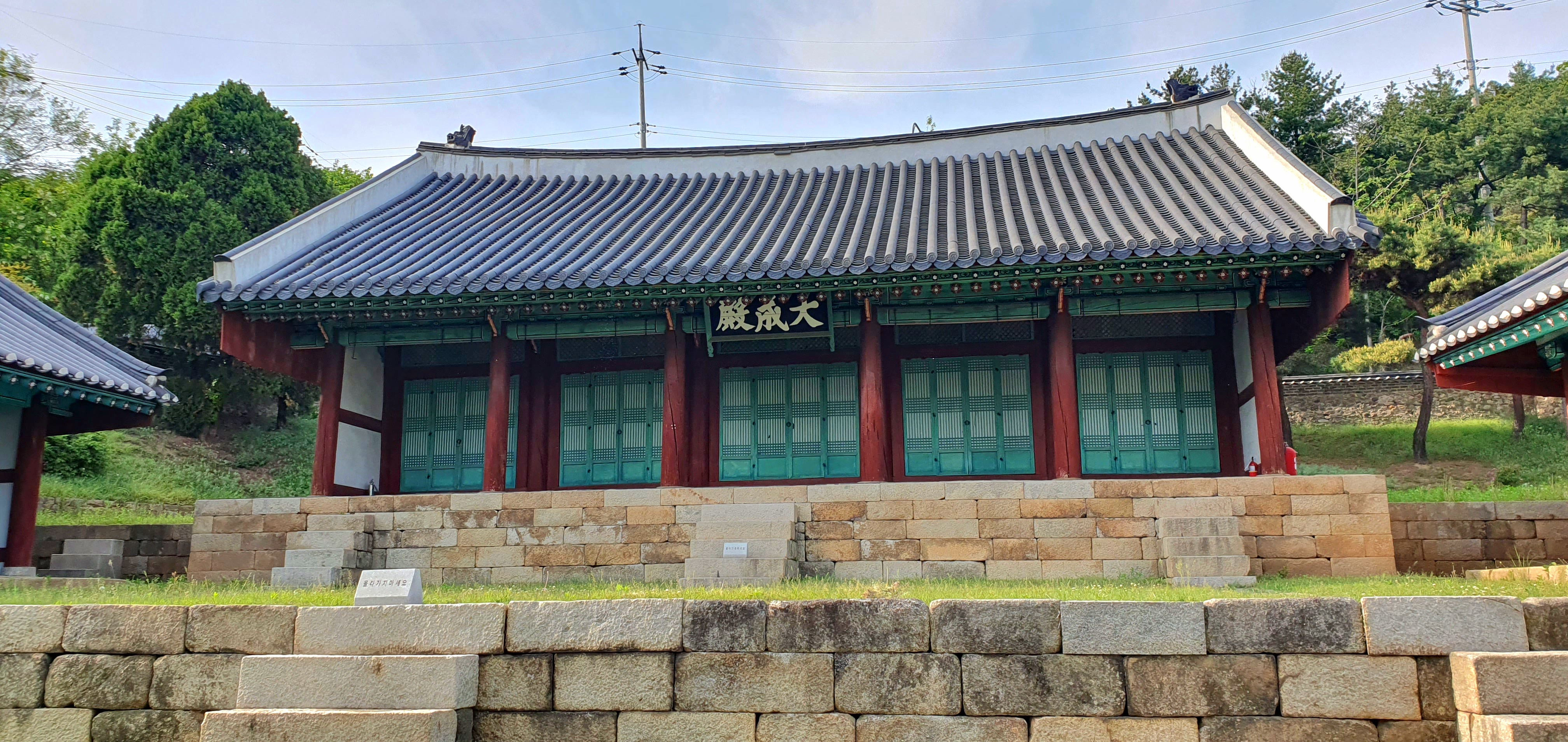
대성전

## 참고 자료
- 수원향교 - 국가유산청 국가유산포털
- 문화재 정보센터 - 경기도문화재자료 제1호 수원 향교[깨진 링크(과거 내용 찾기)]